# Dinastia jalayírida
La dinastia jalayírida o jalaírida fou una nissaga mongola que pren nom de la tribu mongola dels Jalàyir o Jalàïr i que va governar Pèrsia i Iraq en el període d'ensorrament de la dinastia il-kànida i fins al 1412 (al Baix Iraq fins al 1432). Alguna vegada també se l'ha anomenat ilkànida —pel nom del fundador—, però per tal d'evitar confusió amb els il-kànides no s'acostuma a emprar.

## Inicis de la dinastia

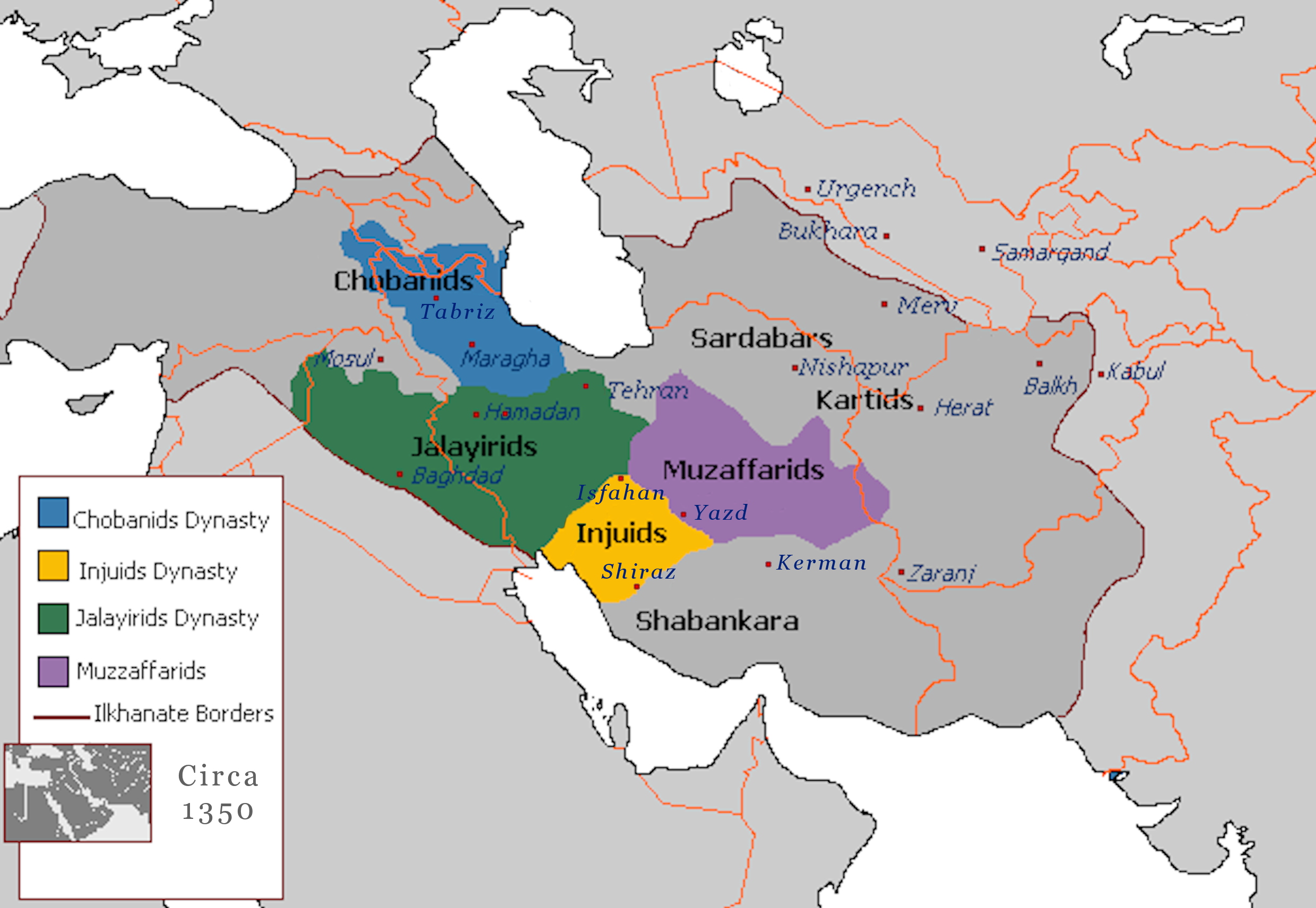
Fragmentació de l'ilkanat a la mort d'Abu Said Bahadur Khan

El primer membre conegut fou Ilke Noyan, un oficial d'Hulagu; després va seguir Akbuka o Aq Buqa (Boka) i més tard Husayn; finalment el verdader fundador de la dinastia Hasan ibn Amir Huseyn (conegut com a Shaykh Hasan Buzurg), governador amb Abu Said Bahadur Khan (1317-1335). Bagdad Khatun, filla d'Amir Čuban (o Čoban) i neboda del kan (ja que era filla d'una germana d'aquest darrer), es va casar amb Hasan Buzurg, que llavors governava Khurasan (1223). Abu Said es volia casar amb Bagdad Khatun. El 1325 Abu Said, agafant com a precedent a Genguis Kan, va intentar forçar a Hasan a renunciar a la seva dona per poder casar-s'hi ell mateix, però el pare de la noia, Amir Čoban, no ho va acceptar; no obstant, a la caiguda dels cobànides, Abu Said es va poder casar amb Bagdad Khatun a la que Hasan Buzurg va repudiar i a canvi va rebre el càrrec d'amir al-ulus.
El 1331/1332 Hasan Buzurg fou acusat de complotar amb la seva ex dona i fou desterrat a la fortalesa de Kumakh a l'Eufrates però al cap d'un any (comprovada la falsedat de l'acusació) fou perdonat i nomenat governador d'Anatòlia.

## Situació a la mort d'Abu Said
Quan Abu Said Bahadur Khan va morir (30 de novembre de 1335) no deixava fills però la seva esposa Delsad Khatun estava embarasada i esperava un fill que havia de néixer el maig del 1336. Bagdad Khatun fou deixada de costat en favor de la seva neboda Delsad Khatun (que s'havia casat amb Abu Said Bahadur el 1333 o 1334 i els dos darrers anys fou la seva favorita; Delsad era filla de Dimaskh Khwadja ibn Amir Coban). Fins al naixement del fill les faccions van maniobrar per imposar-se. La primera fou la del visir Ghiyat al-Din Muhammad, fill del historiador Rashid al-Din, que junt amb el Injúida Xaraf al-Din Mahmud Xah fou l'únic motable present al ordo que es va fer a la mort del kan. Els amirs van proposar un governant temporal fins que els emirs decidissin qui seria l'escollit i com a tal governant temporal es va proposar a Sati Beg, la filla d'Oldjeitu, però el visir suggeria una solució mes permanent i va revelar que el kan difunt havia designat hereu a Arpa Khan, un descendent de Tolui Khan(tot i que Abu Said l'havia nomenat només muyavama o sigui treballador de palau, i treballava als estables). A manca d'acord entre els emirs, el visir, amb el suport del indjúida i de la mare d'Abi Said, Haji Khatun, va poder imposar al seu candidat, la mateixa nit de la mort d'Abu Said i l'endemà la khutba ja es va llegir en el seu nom (nom de regne Muizz al-Dunya wa-al-Din Mahmud) sent entronitzat a la plana de Karabagh el 5 de desembre de 1335 i per reforçar la seva legitimitat fou casat amb Sati Beg (que havia estat la candidata del injúida). Ali Padshah, l'emir cap de la facció oirat (oncle matern d'Abu Said Bahadur i germà de la mare Haji Khatun), promovia a Musa, descendent de Baidu Khan; Ali Padshah era el comandant de les forces oirat estacionades a Mesopotàmia (Bagdad i Diyar Bakr) que estaven molt cohesionades; l'embarassada Delsad Khatun, la nit de la mort del seu marit Abu Said havia fugit a Bagdad i s'havia posat sota protecció d'Ali Padshah.
Shaykh Hasan Jalair (Hasan Buzurg), governador d'Anatòlia, no va reconèixer a Arpa. El visir es va adonar de seguida que Sheikh Hasan era el principal obstacle per que Arpa s'imposès. Pel seu costat Ali Padshah havia esdevingut guardià de Delsad Khatun, suposadament per defensar els drets del fill no nascut (si era mascle) però mentre va decidir promoure al seu candidat Musa. Quasi al mateix temps al Khurasan occidental els amirs donaven suport a Togha Temur descendent del germà petit de Genguis Kan, Joci Khasar.

## Guerra d'Ali Padshah i Musa Khan contra Ghiyat al-Din i Arpa Khan
El 1336 les forces del visir Ghiyat al-Din Muhammad (amb Arpa Khan) i d'Ali Padshah (amb el seu kan Musa), es van enfrontar al camp de batalla a Mesopotàmia: Les forces del visir eren mes nombroses però Ali Padshah va resultar victoriós quan dos emirs que donaven suport a Arpa van canviar de bàndol i es va fer circular el rumor de que Musa i Padshah havien estat derrotats i els d'Arpa es van confiar sent derrotats a la batalla del riu Jagatu o Jaghatu (modern Zarrina Rud) en una data el mes de maig de 1336 que es pensa fou probablement el dia 9. Giyhat al-Din Muhammad i el seu germà Pir Sultan foren fets presoners i portats davant Ali Padshah que tenia intenció de perdonar la seva vida, però els amirs van presionar per la seva execució que es va portar a terme. El barri de la família a Tabriz fou saquejat. Arpa Khan fou fet presoner a Sultaniya i portat a Ujan on finalment Ghiyath al-Din Khay Khusraw, fill de l'indjúida Xaraf al-Din Mahmud Xah que havia estat executat per ordre d'Arpa Khan, en venjança per la mort del seu pare, el va fer matar el 15 de maig de 1336. En la batalla van destacar els cobànides Pir Husayn i Surgan (fill d'amir Coban), i el segon fou nomenat governador de l'Iraq Arabí.
Tot havia sortit be per a Ali Padshah, si bé finalment Delsad Khatun va donar a llum a una filla (nou dies després de la batalla, probablement el 18 de maig), amb lo que Musa quedava refermar com a kan. El visir de Musa era Jamal Haji ibn Taj al-Din Ali Shirvani, que tenia la confiança d'Ali Padshah. Ara l'oposició a Musa se centrava en Anatòlia on Shaykh Hasan (Hasan Buzurg) que havia declarat la seva neutralitat entre Arpa i Musa sense reconèixer a cap d'ells, era vist com el principal enemic. Un altre enemic notable era l'emir Haji Taghay, fill de l'amir Sutay Akhtaji, que havia estat governador del Diyar Bakr nomenat per Oldjeitu fins a la seva mort el 1331/1332 (aleshores el govern del Diyar Bakr va passar a Ali Padshah). El Diyar Bakr, tot i estar en poder d'Ali Padshah era comboiat pels mamelucs i Haji Taghay també hi tenia pretensions. Ali Padshah va fer un pacte amb el sultà mameluc al que va oferir que si l'ajudava contra els fills d'Arpa Khan i contra Haji Taghay, li reconeixeria la sobirania sobre Bagdad (cal suposar l'Irak Arabí) on Ali Padshah actuaria com el seu delegat.

## Lluita entre Hasan Buzurg Jalayr i Ali Padshah
Haji Taghay pel seu costat va buscar l'aliança del governador de Rum (Anatòlia) Shaykh Hasan (Hasan Buzurg) i va aconseguir reagrupar també a diversos amirs oposats a l'hegemonia oirat. Shaykh Hasan va cridar a un príncep hulugeida de nom Muhàmmad Khan amb el qual es va trobar a Tabriz on el va fer coronar. El govern d'Anatòlia el va deixar al seu lloctinent, que ja havia estat governador, Ala al-Din Eretna. Segons el oficial mameluc al-Umari (+1339), Shaykh Hasan era amir al-Umara i beglerbeg (posicions que abans havien tingut Kutlugh Shah sota Ghazan Khan i Amir Coban sota Oldjeitu) i, com a tal, disposava d'un nombre important de forces.
Es va intentar un compromis entre les dues faccions que no va reeixir i finalment la batalla es va lliurar el 24 de juliol de 1336 a Qara Durra o Qarā Durrah, prop d'Ālādāgh, resultant vencedor Hasan Burzurg i el seu protegit Muhàmmad Khan. Inicialment Ali Padshah va proposar a Hasan que els dos kans pretendents lliuresin batalla sense el suport dels dos amirs, que es retirarien a una posició a les altures, a lo que Hasan s'hauria mostrat d'acord i es va retirar amb els seus dos mil cavallers a una eminencia propera; la batalla es va lliurar i els oirats van obtenir una victòria completa (entre els seguidors de Muhàmmad Khan hi havia molts georgians i cristians d¡'Àsia Menor) i els derrotats foren perseguits pels vencedors; Ali Padshah es va dirigir al riu per fer les seves ablucions i les seves tropes es van treure les armadures i el van seguir; Hasan se'n va adonar i amb els seus dos mil cavallers va carregar contra ells i va matar a Ali Padshah; Musa va fugir i Muhàmmad Khan, que havia fugit, quan es va assabentar de les noves noticies, va retornar.
Ḥājī Ṭaghāy ibn Sūtāy va recuperar el Diyar Bakr incloent Mosul i Akhlat; Hasan es va assegurar el control de les tropes oirats i també l'autoritat a Bagdad. Hasan va enviar al seu naib Kara Husun i al amir uigur Akurpukh en persecució de Musa Khan i els seus i ell mateix es va dirigir cap a Tabriz on va entrar sense lluita; Hasan va enviar a amir Pir Husein Coban (fill d'Amir Coban) a Sultaniya a buscar a la princesa (vídua d'Abu Said) Delsad Khatun i quan va arribar a Tabriz, Hasan s'hi va casar (en compensació de que Hasan havia hagut d'entregar la seva esposa Bagdad Khatun al kan Abu Said el 1327). A Sultaniya Pir Husein Coban, que estava casat amb la neboda de l'amir uigur Akurpukh, Oghlan Khatun, es va trobar amb el príncep Togha Temur. Tabriz fou restaurada i la família del historiador Rashid al-Din fou restaurada en la seva posició i en les seves possessions, sent nomenat visir Khwadja Sham al-Din Zakariya. Ell mateix va portar el títol d' amir ulus (i es va fer anomenar sempre amb el seu títol de Ulus Beg).

## Hasan Buzurg Jalair enfronta a Togha Temur
Hasan va entrar en conflicte amb algun dels emirs, especialment amb l'uigur Igrandj (a alguna font és esmentat com Apurkukh o Aparkukh, l'amir abans esmentat que va perseguir a Musa). Igrandj i els seus partidaris es van aliat amb els amirs del Gran Khorasan Shaykh Ali ibn Ali Kurshdji, Ali Jafar i Arghun Shah, que van proclamar com kan a Togha Temur un descendent de Kaydu establert al Gurgan, el 1337, llegint la khutba en el seu nom. Els khurasànides amb Togha Temur al front, es van dirigir a l'Azerbaidjan, i pel cami se'ls va unir el pretendent Musa Khan, que disposava del suport dels oirats amb els que vivia refugiat. Els dos pretendents van acordar el repartiment de Pèrsia; però quan van enfrontar batalla amb Hasan Buzurg foren derrotat a la riba del Garmarud (a l'oest de Miyana) el 14 de juliol de 1337. Togha Temur es va retirar a Bistam al Gurgan on va seguir governant com a nominal kan il-kànida reconegut a Gurgan i Mazanderan i en diversos moments al Khurasan. Musa Khan també va fugir però fou capturat quatre dies després i executat immediatament (18 de juliol de 1337).
Delsad Khatun i Hasan Buzurg van tenir del seu matrimoni a Shaikh Uways, que després va succeir a Hasan al front dels jalayàrides.

## Emergència dels cobànides
Hasan Buzurg va haver d'enfrontar a la família rival dels cobànides que dirigida per Hasan Kücük (Hasan Kucik) va iniciar un moviment per obtenir poder. Alguns dels cobànides o clients d'aquests, van abandonar el servei del jalayàrida Hasan Buzurg.
Ja hem vist que inicialment els cobànides estaven al servei de Hasan Buzurg i Pir Husein fou enviat a buscar a la princesa Delsad Khatun a Sultaniya. Un membre de la família, Shaykh Hasan, anomenat Kučik (el Petit o el Jove, en contraposició a Buzurg, el Gran o el Vell), que vivia a territori de l'Àsia Menor, va apel·lar a la memoria del seu pare Timurtaix, que havia estat executat pels mamelucs, i va fer veure que estava viu i havia retornat d'Egipte, fent servir a un esclau de nom Karashuri que hi tenia una gran semblança. La seva mare va declarar que el reconeixia i es va renovar el matrimoni i el fill va caminar al costat del cavall del pare i de la mare en processó. Això va fer creure a molta gent que era veritat i molts partidaris es van començar a reunir amb Hasan Kucik que aviat va decidir marxar cap a l'Azerbaidjan on estava Hasan Buzurg i el centre de l'estat il-kànida/jalayírida. Hasan Buzurg, en tenir noticies, va marxar cap a Naxçıvan (a l'Arran) per fer front a l'amenaça.
Els revoltats van derrotar a Buzurg a Alataq o Aladagh (prop de Nakhichevan) el 16 de juliol de 1338. La regió de Tabriz (i tot l'Azerbaidjan) fou ocupada i Muhammad Khan fou capturat i executat. Hasan Buzurg es va retirar a Tabriz.
Karashuri (convertit en Timurtaix) aspirava a exercir el poder efectiu i va planejar la mort del seu patrocinador Hasan Kucik es diu que per instigació de Hajji Beg (fill de Hasan ibn CVoban i, per tant, cosí germà de Hasan Kucik); poc després de l'execució del kan Muhammad Khan, en una cerimònia Karashuri (Kara Juri) va atemptar contra Kucik i li va infringir una ferida de ganivet, però que no fou mortal i Hasan va poder fugir a la frontera de Geòrgia amb el seu oncle Surgan que era governador del Karabagh nomenat per Hasan Buzurg però que s'havia passat a Hasan Kucik després de la victòria (juntament amb la mare de Surgan, Sati beg, que era també a Karabagh). No obstant les forces de Kara Juri i els seus aliats, deslliurat de Hasan Kucik, van seguir el seu camí cap a Tabriz per enfrontar a Hasan Buzurg però l'exèrcit fou derrotat abans d'arribar per les forces de Hasan Buzurg que operaven des de Sultaniya, i Karachuri va haver de fugir en retirada cap a Bagdad.
A Karabagh (a la frontera amb Geòrgia), Kucik va obtenir la protecció de Sati Begum (Sati Beg) i va revelar a Surgan i a la pròpia Sati Beg qui era realment el suposat Timurtaix. Amir Hasan Kucik va retornar de Geòrgia i va entrar a Tabriz on se li van reunir 16 caps dels cobànides i van demanar un sobirà de la casa d'Hulegu. Els amirs van declarar que com que no hi havia cap descendent mascle de Hulegu, i que Sati Beg era la única filla viva d'Oldjeitu, a ella li corresponia el tron i la van proclamar ja iniciat l'any 739 (estiu, probablement agost, del 1338).
S'havia reunit un gran exèrcit que va decidir marxar sobrer Sultaniya on estaba Hasan Buzurg. Aquest, assabentat, es va retirar a Kazwin i es va disposar a fer fronts als seus rivals; però finalment es van iniciar negociacions i Hassan Buzurg va decidir reconèixer com a kan a Sati Beg i es va reconciliar amb Hasan Kucik acordant el següent: el hivern del 1338 al 1439 el passaria Hasan Buzurg a Sultaniyah i Sati Beg al Karabagh amb Hasan Kucik; arribada la primavera es reuniria un kuraltay que decidiria sobre el futur.

## Invasió de Togha Temur
El gener o febrer de 1339 el pretendent al tron, Togha Temur (que durant el hivern havia estat sondejat tant per Hasan Kucik com per Hasan Buzurg), va sortir del Khurasan i va marxar contra els cobànides. Hasan Buzurg, al saber-ho, va marxar a reunir amb ell a Saweh arribant a un acord pel qual Hasan el reconeixia com a kan i li donaria suport en la lluita. Hasan Kucik pel seu costat, amb l'amir Syurghan i la princesa Sati beg, es van dirigir a Ujan, Mentre un contingent dels oirats va capturar a Karashuri/Timurtaix i el va entregar a Sati Beg que el va fer executar (penjar).
Togha Timur mentre, sense coneixement de Hasan Buzurg, va enviar a l'amir Akurpukh en el qual explicava que l'avi de Hasan Kucik, Amir Coban, i el pare de Togha, havia existir una forta amistat i que quan Amir Coban va rebre l'ordre d'executar al seu pare Suri o Suday (o Suri Kuri) l'amir s'havia resistit a obeir; que en agraiment Togha no volia fer cap cosa per pejudicar a la casa dels cobànides i que era aconsellable eliminar totes les causes de rivalitat que poguessin subsistir. Hasan Kucik va quedar molt satisfet, va declarar que això era en benefici de la religió, l'estat i el poble i va oferir valuosos regals a Akurpukh; a mes en privat Togha Temur oferia la seva lleialtat a Hasan Kucik i informava que en realitat no gaudia de poder ja que aquest estava en mans de Hasan Buzurg que era el seu sogre, sobre el qual tenia sospites, si bé fins al moment no havia fet res per desconfiar: Hasan Kucik li suggeria que seria bo per tots, incloent Togha Temur, lliurar-se de Hasan Buzurg per després elegir com esposa a Sati Beg o a Delsad Khatun i reunir al seu darrera a tota la familia cobànida. Quan Togha va tenir la resposta es va enlluernar amb la posibilitat de tenir com esposa a Sati Beg, la filla d'Oldjeitu i germana d'Abu Said Bahadur, detentadora de la legitimitat, i va enviar una resposta favorable junt amb altres promeses i la petició d'un acord. La resposta de Hasan Kucik fou que estava d'acord però que la millor manera de confirmar-ho era enviant un tractat firmat pel qual Togha ordenava eliminar els jalayírides i matar a Husun Buzurg i els seus parents i clients, nomenant com a virrei de l'estat a Hasan Kucik el Cobànida. Togha hi va estar d'acord i va enviar el document signat; una vegada en mans de Hasan Kucik, ell mateix acompanyat del cobànida Pir Husein i de l'amir Ali Tulpin, va anar al campament de Hasan Buzurg i va entregar el document retirant-se sense esperar resposta; al arribar al seu campoament va anunciar als seus que els quatre mesos de preparatius per la guerra s'havien acabat i que no feria falta combatre.
Efectivament, Hasan Buzurg va llegir el document i el va mostrar a Arghun Shah al que va acusar de participar en el complot. Arghun Shah va rebutjar les acusacions i va apel·lar a l'amistad amb Hasan Buzurg i es va oferir ell mateix amb les seves tropes per lluitar fins a la mort contra els cobànides. Hasan el va abrazar i el va enviar a Togha, al qual va explicar els fets; aquest es va adonar del pla de Hasan Kucik i a la nit va abandonar el campament amb les seves forces (estiu del 1339, el mes de juliol) i es va dirigir al Gran Khorasan on va intentar ser reconegut abandonant tota pretensió a la part occidental.

## Cobànides i jalayírides
Retornat Togha Temur al Khurasan, Hasan Buzurg va reconèixer altre cop a Sati Beg, per la que fou molt ben tractat. Això va provocar l'enveija de Hasan Kucik. Kucik i la princesa Sati Beg van abandonar Ujan i es van dirigir a Tabriz. A l'abril del 1340 Hasan Kucik i Sati Beg van tornar a Ujan on foren aclamats per una multitud. Allí Hasan Kucik, que sospitava de la lleialtat de Sati Beg, va posar al tron com a kan a un personatge de nom Sulayman Khan, que va declarar que era descendent d'Hulagu, fill de Mahmud, net de Sukneh i besnet de Bishmut (un dels fills d'Hulagu) probablement el maig de 1340 i el va casar amb Sati Beg.
Hasan Buzurg en aquest temps (no sabem exactament quan) va decidir posar al tron a Jahan Timur, descendent hulageida fill d'Alafrank, al seu torn fill de Gaiakhtu Khan, al seu torn fill d'Abaka Khan (aquest era un dels fills d'Hulegu). Hasan Buzurg va abandonar Sultaniya i va marxar a l'Iraq on els governadors havien fet aliança amb ell i se li van sotmetre voluntàriament. A Bagdad va encunyar moneda i va llegir la khutba en nom de Jahan Khan. Va organitzar un exèrcit amb el qual va sortir de Bagdad en direcció a l'Azerbaidjan.
En aquest moment Kucik va rebre el suport del seu cosí Pir Husayn, que havia estat expulsat de Fars i mantenia el de Surgan ibn Amir Coban, que va anar a Ujan amb les seves forces en suport de Kucik. Els dos exèrcits es van tribar Shughatu (també Yughtu o Jaghatu, modern Zarrina Rud, al sud-oest de Maragha) i les forces cobànides van obtenir la victòria (26 de juny de 1340). Surgan va rebre el govern de l'Iraq Ajemita i Pir Husayn fou despatxat amb un exèrcit cap a Fars per recuperar Shiraz.
Hasan Buzurg, derrotat, es va haver de retirar a Bagdad. Una vegada arribat allí va deposat a Jahan Timur Khan, considerat un ignorat per exercir les altes funcions ecomanades.
Malik Ashraf es va reunir amb el seu germà Hasan Kucik i amb l'exèrcit van avançar cap el Diyar Bakr i Anatòlia oriental (probablement estiu del 1340), territoris que van assolar, retornant a Ujan sense problemes.
Però en els mesos següents van començar les defeccions a la cúpula cobànida: durant la segona meitat del 1340, la mare de Surgan, Sati Beg, es va queixar a aquest del tractament rebut per part de Kucik. Surgan enotjat, va fer defecció i es va retirar a Bagdad on va fer aliança amb Hasan Buzurg i amb Hajji Taghay del Diyar Bakr (mossul i Amida) i Akhlat, els territoris dels quals havien estat devastats per Kucik. Aquesta aliança va buscar el suport del sultà mameluc An-Nàssir Àhmad. Aquest va enviar emisaris a Sultaniya on va rebre la submissió nominal d'Haji Thagay del Diyarbakir i del propi Hasan Buzurg, però els va exigir l'entrega dels respectius fills com a garantia de lleialtad. Haji va acceptar i va enviar el seu fill Barhashin, mentre que Hasan Buzurg enviava a Ibrahim Shah (nebot d'Haji Thagay) que van arribar al Caire el 23 de maig de 1341 i dos dies després van fer el jurament i es va anunciar que la khutba s'havia llegit en nom del sultà mameluc a Baghdad, Mosul i Diyarbakr; el sultà mameluc va ordenar al seu exèrcit marxar a aquestes regions per enfrontar-se als cobànides que els les podien disputar. Pocs dies després el governador ortúquida de Mardin (un dels emirs vassalls del governador del Diyarbakir) al-Malik al-Ṣāliḥ informava al sultà mamelic que l'amir cobànida demanava la pau i prometia entregar la regió de l'Eufrates als mamelucs i que per tant ja no tenia sentit enviar l'exèrcit mameluc a l'est, que ningú li disputava; també es va saber molt poc després que Hasan Buzurg i Haji Thagay havien signat una treva amb el cobànides (segurament un fals rumor estès pels cobànides). El sultà mameluc estava confós i no va reaccionar al estar afectar d'una diarrea sagnant, quedant així apartat de l'aliança en una habil maniobra d'Hasan Kücük.
Segons l'historiador jalayírida Ahrī, el resum seria que els cobànides i els jalayírides haurien lliurat una indecisa batalla al riu Jaghatu i Hasan Buzurg es va retirar cap a Bagdad mentre Hasan Kucik devastava l'Iraq Ajemi; l'historiador timúrida Ḥāfiẓ Abrū explica pel seu costat que els cobànides van atacar al Sutàyides del Diyarbakir i després a Ḥasan-i Buzurg a Bagdad, però que foren rebutjats i Hasan va poder conservar l'Iraq (Arabí), mentre que Shaykh Ḥasan-i Kūchak es va retirar cap a Erzurum on van destruir una ciutat que estava a mans del sutàyides i van profanar la tomba d'un fill d'Hajji Thagay. Es dificil precisar com van anar realment les coses però el que si sembla clar es que l'aliança jalayírida-mameluca fou avortada per les maniobres dels cobànides i la mort del sultà al-Nāṣir Muḥammad va portar desordres que ja van fer l'aliança impossible.
Fracassada l'opció dels mamelucs (1341) Surgan va anar a Rayy (que devia part del seu antic govern de l'Iraq Ajemita) i va entrar en correspondència conspirativa amb el kan Togha Timur del Gran Khorasan i Gurgan. El kan havia perdut terreny al Khurasan perquè part del país s'havia revoltat (sota la direcció dels sarbadàrides) contra els amirs que li donaven suport, però va voler fer el seu tercer i darrer intent cap a la part occidental enviant un exèrcit sota el comandament del seu germà l'amir Shaykh Ali Kawon o Ke'un (Gawan i altres variacions a les fonts) amb la missió de conquerir l'Iraq Ajemita i l'Azerbaidjan. Hasan Buzug i havia de donar suport, però Hasan Kucik va enviar a fer-li front al seu germà Malik Ashraf ibn Timurtaix, que va derrotar les forces invasores a Abhar, a l'oest de Kazwin (finals de 1341). Sahykh Ali Keun es va retirar a Mazanderan. Surgan es va amagar a Sultaniya on fou detingut poc després i enviat presoner a Kara Hisar a l'Àsia Menor.
Una altra defecció fou la de Yaghi Basti, germà de Hasan Kucik. Durant l'any 1341 es va refugiar a la cort de Hasan Buzurg, des d'on serà enviat a Fars en ajuda d'un injúida, contra l'acció del governador cobànida Pir Huysayn (nebot de Yaghi Basti), segons veurem a la següent secció.
Fou per aquest temps que Ala al-Din Eretna, nominal governador jalayàrida de l'Àsia Menor o Rum, que ja havia reconegut al sulta mameluc en alguns moments (1338 o 1339 a 1340 i altre cop breument el 1340 o 1341) es va independitzar fent la khutba en el seu nom. Mai va reconèixer al sultà cobànida.

## Expansió cobànida fins a la mort de Hasan Kucik
El 1340 Pir Husayn, enviat per Hasan Kücük, va entrar a Siraz (novembre/desembre) mercès al suport del muzaffàrida Mubariz al-Din Muhammad (al que va cedir Kirman) i poc després va cedir Esfahan (1340 o probablement ja el 1341) a Abu-Ishaq Jamal-ad-Din (príncep de la dinastia indjúida); Pir Husayn va exercir com una mena de governador general a Siraz.
El 1341 el injúida Masud Xah Djalal al-Din, expulsat de Shiras per Pir Husayn i exilat al Luristan, va arribar a la cort de Bagdad per demanar ajut. El 1342 Yaghi Basti fou enviat per Hasan Buzurg a Fars per acompanyar amb un exèrcit al príncep injúida per recuperar el seu antic domioni. Però quan els dos prínceps van arribar, Pir Husayn ja havia estat expulsat per Abu-Ishaq Jamal-ad-Din (agost del 1342) que havia tingut el suport de Malik Ashraf, germa de Hasan Kucik i també en dissidència. Pir Husayn va fugir però subtant d'on anar per l'incert de les fidelitats, va decidir tornar a Tabriz on el seu cosí Hasan el va fer arrestar i finalment el va fer enverinar. El propi Malik Asharf va intentar ocupar Shiraz i desfer-se d'Abu-Ishaq, però no se'n va sortir i va haver de tornar a l'Azerbaidjan (però no va anar a Tabriz, doncs coneixent al seu germà, va fugir a Geòrgia). Abu-Ishaq pel seu costat no es va poder sostenir quan va arribar el seu germà gran, el príncep Masud, amb les forces manades per Yaghi Basti. Poques setmanes després Yaghi Basti va matar traïdorament a Masud mentre era al bany i va agafar el control de Shiraz però va acabar expulsat en una revolta dels partidaris d'Abu-Ishaq (març de 1343).
Yāḡī Bāstī va tornar a Bagdad amb Hasan Buzurg; allí ja havia arribat Malik Ashraf procedent de Geòrgia. Durant to el 1342 Hasan Kucik va intentar enfrontar o separar a Buzurg i als seus oncles.
L'estiu de 1343 (inicis del 744 de l'hègira) Hasan Kucik va enviar a Sulayman Khan i alguns amirs entre els quals el principal era Yakub Shah, cap a Anatòlia, però foren derrotats per les tropes de Rum (Eretna) veient-se obligats a retornar a l'Azerbaidjan. Yakub Shah fou arrestat acusat de mal comportament en la batalla. Es diu que un servidor de palau de nom Arab Malik, que gaudia d'una amistad especial amb Yakub Shah, va temer ser també arrestat i es va posar d'acord amb diverses dones de l'hàrem per assassinar Hasan Kucuk. El crim fou el 15 de desembre de 1343. Els conspiradors van fugir de palau i l'assassinat va restar ocult durant tres dies fins que els amirs ho van descobrir; llavors es va iniciar la busqueda dels que havien fugit, que finalment foren capturats i executats. El retard de tres dies se suposa que fou a causa que Hasan tenia costum d'estar dos o tres dias tancat al bany pensant estratègies o estratagemes. El assassins (reals o suposats) incloent l'esposa Ezzad Molk, foren morts pels seguidors de Hasan plens de rabia i els cossos mutilats es van donar als gossos com a menjar.
També a l'estiu del 1343 Malik Ashraf i Yaghi Basti van sortir de Bagdad i es van dirigir a Shiraz, comptant amb el suport muzaffàrida. Van passar per Abarkuh que van conquerir i saquejar i quan avançaven cap a Shiraz ven rebre la noticia de la mort de Hasan Kucuk

## Darrer govern cobànida
Malik Ashraf, germà del difunt, com hem vist es trobava en aquell moment a la rodalia de Siraz amb el seu oncle amir Yaghi Basti (fill d'Amir Coban). Al saber la notícia va suspendre les operacions i va marxar cap a Tabriz. Amir Surgan, antic governador de l'Iraq, que estava presoner a Kara Hisar (en territori d'Eretna), va fugir de la seva presó després de matar el governador, i es va reunir amb Malik Ashraf i Yaghi Basti camí de Tabriz. El kan Sulayman Khan, nominal sobirà de l'estat, es va retirar amb alguns amirs cap al Diyar Bakr i va demanar assistència a Hasan Buzurg de Bagdad.
Durant algun temps semblava que els pretendents i els amirs estaven d'acord. Els tres pretendents van acordar la divisió dels dominis; però finalment van esclatar les disputes. Amir Surgan i Yaghi Basti van abandonar Tabriz cap a Jou i Malik Ashraf els va fer perseguir; Surgan fou atrapat a Aghbabad i derrotat. Surgan es va retirar amb Sulayman Khan. També estava amb ells Sati Beg. Però Hasan Buzurg els va retirar el suport i es van haver de retirar cap al Diyar Bakr.
Llavors Malik Ashraf va acampar a Babul i va proclamar kan il-kànida Anushirwan que havia de ser anomenat "el Just" o "al-Adil". Establert a Gunjah va rebre un emisari de nom Muayyad al-Din Burha en nom de Surgan i Yaghi Basti amb una proposta de pau que Malik Ashraf va acceptar; Surgan no se'n refiava però finalment es va dirigir a Tabriz; Yaghi Basti hi va anar també i en aquesta ciutat va caure en mans de Hasan Kucik i va morir d'una manera que ningú va saber (1344). Després Malik Ashraf es va retirar a passar el hivern del 1344-1345 a Karabagh.
El 1345 Surgan fou altre cop derrotat i va fugir amb els seus cap a Anatòlia des d'on va demanar la protecció de Hasan Buzurg. Li fou acordada, però pels seus excesos fou assassinat no gaire després pel seu amfitrió a mans d'Amir Ilkhan, fill del jalayírida Hasan Buzurg (1345).
Llavors Hasan Buzurg pel seu costat va reconèixer com a kan a Sulayman Khan (1346) exiliat a Diyarbakir, però després va deixar el tron sense titular mantenint el mateix el títol de Ulus Beg que ja tenia sota Abu Said Bahadur Khan abans del 1335 i no hi va haver ja cap altre kan titular en la seva vida. La sort posterior de Sati Beg i Sulayman Khan no es coneix, però hi ha monedes d'ella a Hisn Kayfa datades el 1344/1345 i en nom de Sulayman Khan al Diarbakr i la Jazira del mateix temps. El govern de Malik Ashraf és considerat especialment opresiu, obligant a molts ciutadans a abandonar el país per refugiar-se als territoris veíns per fugir de l'opressió.
A principis del 748 (primavera del 1347) Malik Ashraf va fer una expedició contra Bagdad en poder de Hasan Buzurg el jalayarídida. Aquest mateix va dirigir la defensa de la ciutat. Després d'un setge d'uns quants dies, en veure que la victòria era improbable, Malik Ashraf es va retirar cap a Tabriz. L'abril de 1351 es va dirigir contra Esfahan, que va assetjar durant 50 dies; la ciutat, sense esperança d'ajut exterior i al límit de la resistència, va acordar sotmetre's i llegir la khutba en nom d'Anushirwan Adil i pagar vint milions de dinars a Malik (a mes de 100.000 dinars en objectes diversos). Les províncies d'Esfahan, Kirman, Yazd i Fars (Siraz) van acabar reconeixent l'autoritat dels cobànides.

## Mort de Hasan Buzurg i regnat del seu fill Uways
El 1356 va morir a Bagdad el jalayírida Hasan Buzurg. El va succeir el seu fill Shaykh Uways I Bahadur Khan ibn Hasan, sexta generació dels jalayírides
El 1357 el mongol Djanibek Khan, de l'Horda d'Or, informat del règim opresiu de Malik Ashraf, va dirigir una expedició a la zona passant per Derbent i entrant a l'Azerbaidjan. Malik Ashraf li va sortir a l'encontre però fou derrotat; Malik va poder fugir però fou perseguit i capturat, sent portat a Tabriz on fou penjat davant l'alegria de la població. El Jalayírida Uways ibn Hasan (successor de Hasan Buzurg) va reconèixer a Djanibek com a sobirà de Pèrsia. Djani Beg o Djanibek, al sortir del país, es va emportar a mare i als fills de Malik Ashraf que no estaven segurs al país i va deixar el govern en mans del seu propi fill Birdibeg (Perowi Beg). Quan poc després aquest va saber la mort del seu pare Djani Beg (el mateix any 1357) va abandonar l'Azerbaidjan per recollir la successió i l'Azerbaidjan que va quedar en mans d'Akhidjuk, cap de les forces de Malik Ashraf, que amb el suport de diversos amirs va controlar la situació.
El 1358 Uways va envair l'Azerbaidjan i Akhidjuk li va presentar batalla a les muntanyes Minai, sent derrotat i retirant-se cap a Tabriz. Uways no va afluixar i va seguir cap a Tabriz on va entrar, fugin aleshores Akhidjuk cap a Naxçıvan. Uways va prendre possessió del palau de Rashidi i el mes d'agost va fer matar 47 caps lleials als cobànides que li havien oposat resistència; els caps que van escapar a la massacre es van unir a Akhidjuk a Nakhitxevan i Karabagh. A la zona va enviar a l'amir AliTulpin, que segons es creu per algunes questions personals amb Uways i per la por de fracassar i caure en desgracia, va dissoldre l'exèrcit i va desertar i es va passar al camp d'Akhidjuk. Amb poques forces Uways va haver de retirar-se cap a Bagdad. La primavera del 1359 el muzaffàrida Muhammad ibn Muzaffar, que s'havia apoderat de Fars i Esfahan després de la mort del cobànida Hasan Kücük, va atacar l'Azerbaidjan, arribant a ocupar Tabriz però sense aconseguir derrotat a Akhidjuk i els seus, que no obstant estaven ara en posició dèbil. Uways va aporfitar el moment per envair l'Azerbaidjan i quan el muzaffàrida se'n va assabentar, va evacuar Tabriz i va retornar als seus dominis. Uways va ocupar fàcilment l'Azerbaidjan i va combatre a Aklhidjuk al que va capturar i va fer decapitar. Uways I es va establir aleshores a Tabriz. Un germà de Hasan Kucik, Timurtaix ibn Hasan, va intentar seguir la lluita però va morir el 1360 en combat contra les forces lleials al jalayàrida Uways. Una filla de Malik Ashraf, Sultanbakth, és esmentada al mateix temps a Shiraz però després desaparegué de la historia.
La guerra civil entre els atabegs muzaffàrides de Fars, Shah Mahmud i Shah Shudja (que havien enderrocat al seu pare Muhammad ibn Muzaffar) va facilitar el camí a Uways per a la conquesta del Fars. Shah Mahmud, que es va sotmetre, va ser confirmat com a atabeg d'Esfahan i se li va permetre ocupar Shiraz (aquests fets van tenir lloc entre 1361 i 1364). Després de 1364 l'expansió djalayàrida es va aturar. També va haver de reprimir una rebel·lió del Shirwanshah, en data incerta.
El 1364 el governador jalayírida de Bagdad, Khwadja Murkan o Mirdjan, es va revoltar contra Uways I, que era a Tabriz. Aquest va enviar una expedició per sotmetre'l que el va derrotar a prop de Bagdad. El rebel va haver d'obrir les portes de la ciutat i entregar-se a la merce d'Uways, que li va perdonar la vida. Va passar llavors 11 mesos a la ciutat i el 1365 es va dirigir al Diyar Bakr (en mans dels Kara Koyunlu), assetjant Mosul, que va conquerir. Llavors va anar a Mardin i a través del desert del Mush i Kara Kalisa, va tornar a Tabriz on va passar el hivern del 1365-1366, per tornar després a Bagdad i la primavera següent altre cop a Tabriz (1367).
El 1370/1371 Amir Wali d'Astarabad va atacar Rayy però fou rebutjat i perseguit fins a Sumnan.

## Mort de Uways i govern de Husayn
El setembre de 1374 va contreure una greu malaltia de la que va acabar morint poc després. Els amirs li van demanar quina era la seva voluntad i va designar com a hereu al seu fill Husayn (favorit dels amirs) amb el germà gran d'aquest, Shaykh Hasan, com a governador de Bagdad; els amirs van objectar que el germà gran no acceptaria aquest acord i Uways els va dir que ja ho sabia, cosa que els emirs van interpretar com el permis per fer el que volesin amb Hasan; poc després que Uways perdès la capacitat de parlar, Hasan fou arrestat. Uways va morir el 26 d'octubre del (1374) i la mateixa nit Shaykh Hasan va morir al palau de Dumiskh a mans dels amirs (generals) i Husayn fou proclamat com a sultà únic. El cos d'Uways fou portat a Shirwan on fou enterrat.
Husayn va governar fins al 1382 però sota el control de l'amir Adil Agha. Els seus germans, Shaykh Ali, Ahmad i Baiazid, que estaven presoners, foren alliberats i associats al poder. El 1375, mort el muzaffàrida Kutb al-Din Shah Mahmud, el seu rival Shah Shudja va poder recuperar Esfahan i atacar després l'Azerbaidjan (1375 i altre cop el 1381). En aquest temps Husayn va lluitar contra Amir Wali de Gurgan i especialment contra els kara koyunlu; a principis del 779 (maig del 1377) Husayn va atacar amb un fort contingent el castell d'Akhus que estava en mans de Kara Muhammad dels Kara Koyunlu; no obstant les dues parts van acordar la pau i el turcman va visitar a Husayn sent molt ben rebut.
El 1378 alguns amirs (Israel, Abdul Kadir, Rahman Shah...) cansats de la tirania de l'emir al-Adil, es van revoltar i es van dirigir cap a Bagdad. El sultà Husayn va cridar a Adil Agha que va acudir des de Sultaniya i els va enfrontar a Aub-i-Gurkan, derrotant els rebels, molts dels quals van morir. Adil va retornar a Sultaniya.
El mateix any diversos amirs de Bagdad, que estaven al servei d'Amir Ismail, fill del ministre governador titular de Bagdad (en nom del sultà Husayn) Amir Zakariya, van morir en una revolta (incloent el mateix Ismail) i els sublevats van proclamar sultà a Shaykh Ali (les fonts difereixen sobre si era fill de l'assassinat Shaykh Hasan o era el fill d'Uways). Husayn va decidir transigir (no li constava cap rival perillòs entre els revoltats) i li va enviar una amable carta en la qual li permetia conservar el govern de Bagdad. No obstant el nou governador va cridar a Pir Ali Badak, antic servidor de Shaykh Hasan, ara governador de Shushtar al servei d'Ali Shudja, i des de la seva arribada, el govern va adoptar diverses mesures de gran independència deixant d'encunyar moneda en nom de Husayn.
Husayn i Adil Agha van considerar que es sobrepassava la autoritat concedida i van marxar a Bagdad amb un exèrcit i Shaykh Ali i Pir Ali Badak, sense posibilitat de resistència, van haver de fugir de Bagdad i es van refugiar a Shushtar; Husayn va entrar a Bagdad sense oposició i es va quedar allí per disfrutar dels plaers de la gran capital, mentre Adil Agha era enviat en persecució dels dos fugitius. Shushtar fou assetjada un temps i finalment Shaykh Ali va pactar la submissió i el compromís de no interferir en el govern de Bagdad a canvi de conservar el govern de Shushtar. Adil Agha va tornar aleshores a Bagdad i des d'alli, amb la major part de l'exèrcit, a Sultaniya. No havia passat molt de temps quan a la meitat del hivern probablement del 1380 al 1381 (alternativament del 1379 al 1380), cridats per una facció bagdadí, Pir Ali Badak i Shaykh Ali van retornar a Bagdad. Husayn va enviar als amirs Mahmud Uka i Omar Kipchak, pero els dos generals, tot i que van combatre be, foren derrotats i fets presoners per Pir Ali Badak, i les seves forces foren gairebé aniquilades. Quan Husayn ho va saber es va retirar cap a Tabriz (1380 o 1381) on va arribar amb dificultad. Un temps després Shaykh Ali entrava a Bagdad i recuperava el govern.
Als inicis de 1382 Shaykh Ahmad ibn Uways va decidir revoltar-se i va sortir de Tabriz dirigint-se cap a Ardabil. Husayn li va enviar missatgers demanant-li tornar a Tabriz en pau, però Sultan Ahmed s'hi va negar. Poc després el seu germà Baiazid ibn Uways es va dirigir a Rayy de la que es va apoderar i es va revoltar igualment A la primavera del 1382 Adil Agha va anar a assetjar el castell de Rayy que estava controlat per Baiazid; davant les dificultats Husayn, que era a Tabriz, li va enviar reforços i es va quedar gairebe sense forces militars a la seva disposició a Tabriz. Llavors Adil Agha va retirar el seu suport a Husayn i es va entendre amb Baiazid per la seva proclamació com a sultà que es va produir a Sultaniya (la residència d'Adil Agha), però Ahmad pel seu costat també volia el poder.
Aleshores Ahmad, per sorpresa, va avançar des d'Ardabil i va ocupar Tabriz matant a Husayn (primavera del 1382). Per assegurar la seva posició contra Adil i Baiazid d'un costat i contra Ali i Pir Ali Badak de l'altra, Ahmad va demanar ajut als Kara Koyunlu.

## Darrers sultans jalayarídes
Ahmad va ascendir al sultanat mentre el seu germà Baiezid unit a Adil Agha, que l'havia proclamat sultà, es disposava a tornar a Tabriz. Ahmad va fugir de Tabriz i es va dirigir a la població de Muzid, demanant ajut als kara koyunlu. Adil Agha va entrar a Tabriz amb Baiezid al seu costat i va organitzar la persecució d'Ahmad i els seus lleials, però a poc d'iniciar el camí diversos amirs (potser subornats per Ahmad) es van mostrar contraris i l'exèrcit va haver de tornar a Sultaniya, la seva residència., deixant el camí lliure a Ahmad per retornar a Tabriz.
Pel seu costat Shaykh Ali i Pir Badak (que dominaven Iraq) van sortir de Bagdad en direcció a Tabriz a l'Azerbaidjan. Ahmad els va sortir al encontre i la batalla es va produir al Huft Rud (Set Rius). L'ala esquerra del sulta Ahmad anava manada per l'amir Omar Kipchak que va fer defecció i es va unir a Shaykh Ali. Ahmad va abandonar el camp de batalla i per la ruta de Khoy va fugir cap a Naxçıvan on es va trobar amb el seu aliat Kara Muhammad dels Kara Koyunlu que estava disposat a donar-li suport i el qual, amb cinc mil homes, va marxar contra l'exèrcit de Shaykh Ali i Pir Badak al que va derrotar, morint els dos caps en el combat; els kara koyunlu van obtenir un botí considerable que es van emportar a les seves tendes (yuruts).
Ahmad seria ara senyor de l'Azerbaidjan i de l'Iraq però encara havia de combatre a Adil Agha i Baiezid que s'havien retirat a Sultaniya; Adil Agha es va dirigir a Tabriz i va iniciar la lluita, però durant aquesta es va produir la campanya de Tamerlà (1383) a l'Azerbaidjan i nord de l'Iraq.
Baiazid va entregar Sultaniya a Ahmad. Aleshores Adil Agha es va passar a Tamerlà que el 1384 va entrar a Sultaniya sense resistència. Ahmad va intentar ocupar Sultaniya però Adil Agha el va rebutjar; finalment, davant una invasió de forces de l'Horda d'Or a l'Azerbaidjan que no va poder combatre amb eficacia, es va retirar a Bagdad (1385) amb l'ajut del seu aliat Izz al-din Shir de Hakkari. Els momgols de l'Horda d'Or van abandonar l'Azerbaidjan, però quan Tamerlà va retornar el 1386 la posició d'Ahmad era molt dèbil i no va poder defensar Tabriz que els tamerlanides van ocupar a l'estiu del 1386, havent de pagar els habitants un fort tribut. L'encarregat de la recaptació fou Adil Agha, però Tamerlà va sospitar que s'havia quedat amb una part i el va fer executar. En endavant l'Azerbaijan va quedar en mans dels timúrides.
El 1393 Tamerlà va atacar altre cop els dominis jalayírides, i a l'agost va arribar a Bagdad, on residia Ahmad, que va veure que no podia defensar la ciutat per lo que va fugir cap el territori mameluc de Síria on el sultà Barkuk li va concedir asil. Bagdad va haver de pagar un rescat important i l'entrega de molts presoners inclòs el fill d'Ahmad, Ala al-Dawla ibn Ahmad, que Tamerlà es va emportar cap a l'Àsia central però la vida de la majoria dels habitants fou respectada. El sabardar Khwaja Masud Sabzawari va rebre el govern de la ciutat.
El 1394 Ahmad va poder tornar a Bagdad; Khwaja Masud es va retirar amb les seves forces abans de combatre i Ahmad va poder conservar el control durant sis anys durant els quals la seva popularitat va anar caient i es va produir una conspiració el 1397 o 1398 que fou avortada però que era indicativa de la situació. El 1398 va abandonar la ciurtat i va demanar suport a Qara Yússuf dels Kara Koyunlu. Els turcmans van acudir a Bagdad però Ahmad va tenir dificultats per evitar els saquejos i finalment els va haver de fer fora. El 1398 el governador timúrida de l'Azerbaidjan, Miran Shah, fill de Tamerlà, va intentar ocupar Bagdad però Ahmad va resistir i el va rebutjar. El 1399 un exèrcit de georgians van aixcecar el setge de la ciutat d'Alenjaq, que els timúrides havien intentat conquerir durant més de deu anys; l'exèrcit anava dirigit per un dels fills d'Ahmad i aquest fill, a la seva tornada a Bagdad, es va revoltar, però va fracassar i va morir.
Quan Tamerlà va tornar de la seva campanya oriental del 1400, Ahmad va temer que atacaria Bagdad i va abandonbar la ciutat; com que l'atac no es va produir va retornar però la va abandonar altre cop al cap d'un temps per anar a refugiar-se amb els otomans. El maig del 1401 tropes timúrides van atacar Bagdad però van trobar forta resistència; es van enviar reforços però el comandant de la ciutat, sense saber que els atacants eran forces de Tamerlà, es va negar a rendir la ciutat. Tamerlà en persona va haver d'anar a la ciutat que fou assetjada durant 40 dies, passats els quals el comandant seguia refusant rendir-se i Tamerlà va ordenar l'assalt. Quasi tots els habitants (homes, dones i nens) foren massacrats i molts edificis públics destruïts. La devastació era tant completa que Tamerlà va considerar que no calia deixar un governador a la ciutat.
Però poc temps després Ahmad va retornar i va començar la reconstrucció. Un contingent tamerlànida va estar a punt de fer-lo presoner però va poder fugir i va retornar amb un contingent de turcs kara koyunlu (1402) dirigits per Qara Yússuf, al que havia trobat durant el seu exili a territori otomà. Aquesta amistad no obstant no fou duradora i Qara Yússuf es va apoderar de la ciutat i va expulsar a Ahmad que es va refugiar amb els mamelucs per segona vegada, els quals ara tenien por de Tamerlà i el van empresonar. El 1403 les forces timúrides van entrar a Bagdad expulsant els kara koyunlu. Qara Yússuf es va refugiar igualment amb els mamelucs que per les mateixes raons també el van empresonar. Reunits a la presó els dos líders van renovar la seva amistad i van arribar a un acord pel qual Iraq seria per Ahmad i l'Azerbaidjan per Qara Yússuf
A la mort de Tamerlà el 1405, Nasir-ad-Din Faraj, sultà mameluc d'Egipte els va alliberar i Ahmad va retornar a Bagdad mentre Qara Yússuf es va establir a Tabriz. Altre cop l'acord es va trencar ja que Ahmad volia recuperar l'Azerbaidjan i va dirigir una expedició contra els kara koyunlu aconseguint ocupar Tabriz breument, però a l'agost del 1410 fou derrotat pels turcs i capturat. Qara Yússuf va ordenar la seva execució. El seu fill Ala al-Daula, que havia estat alliberat pels timúrides, fou també executat. El nebot d'Ahmad, Shah Walad Jalayir, fill de Shaykh Ali ibn Uways, el va succeir breument a Bagdad però el 1411 els kara koyunlu van ocupar Bagdad i els jalayírides van haver-se de retirar cap al sud de l'Iraq, governant a Hilla, Wasit, Bàssora i Shushtar.
La vídua de Walad, Tandu (abans vídua del mameluc Barquq), va governar en nom del fill menor Mahmud, reconeixent la sobirania timúrida. Mahmud va arribar a la majoria el 1416 però va morir tot seguit i va pujar al tron el seu germà Uways II encara era menor d'edat; va lluitar contra els kara koyunlu i va morir en combat el 1421 pujant al tron el seu jove germà Muhammad que va morir abans d'un any igulment en combat. La successió va recaure en el seu cosí (net del sultà Ahmad ibn Uways) Husayn II, que va morir al setge d'Hilla davant els kara koyunlu (1432) acabant la dinastia.

## Llista de sobirans
- Hasan Buzurg 1336 - 1356
- Shaikh Uways ibn Hasan 1356 - 1374 (Uways I)
- Hasan ibn Uways 1374
- Husayn ibn Uways 1374 - 1382 (Husayn I)
- Baiazet ibn Uways 1382 - 1383
- Ahmad ibn Uways 1383 - 1410
- Shah Walad 1410-1411
- Mahmud ibn Shah Walad 1411-1415
- Uways II 1415-1421
- Muhammad ibn Shah Walad 1421-1424
- Husayn II ibn Ala al-Dawla 1424-1432

## Genealogia
|  |  |                                 |                                 |                                 |                                 | Husayn Gurkan                   | Husayn Gurkan                   | Husayn Gurkan        | Husayn Gurkan        | Husayn Gurkan          | Husayn Gurkan          |                        |                        | filla d'Arghun Khan        | filla d'Arghun Khan        | filla d'Arghun Khan        | filla d'Arghun Khan        | filla d'Arghun Khan               | filla d'Arghun Khan               |                                   |                                   |                                   |                                   |  |  |                                      |                                      |                                      |                                      |                                      |                                      |  |  |                      |                      |                      |                      |                      |                      |  |  |  |  |  |  |  |  |  |  |  |  |  |  |  |  |  |  |  |  |  |  |  |  |  |  |
|  |  |                                 |                                 |                                 |                                 | Husayn Gurkan                   | Husayn Gurkan                   | Husayn Gurkan        | Husayn Gurkan        | Husayn Gurkan          | Husayn Gurkan          |                        |                        | filla d'Arghun Khan        | filla d'Arghun Khan        | filla d'Arghun Khan        | filla d'Arghun Khan        | filla d'Arghun Khan               | filla d'Arghun Khan               |                                   |                                   |                                   |                                   |  |  |                                      |                                      |                                      |                                      |                                      |                                      |  |  |                      |                      |                      |                      |                      |                      |  |  |  |  |  |  |  |  |  |  |  |  |  |  |  |  |  |  |  |  |  |  |  |  |  |  |
|  |  |                                 |                                 |                                 |                                 |                                 |                                 |                      |                      |                        |                        |                        |                        |                            |                            |                            |                            |                                   |                                   |                                   |                                   |                                   |                                   |  |  |                                      |                                      |                                      |                                      |                                      |                                      |  |  |                      |                      |                      |                      |                      |                      |  |  |  |  |  |  |  |  |  |  |  |  |  |  |  |  |  |  |  |  |  |  |  |  |  |  |
|  |  |                                 |                                 |                                 |                                 |                                 |                                 |                      |                      | Hasan Buzurg 1336-1356 | Hasan Buzurg 1336-1356 | Hasan Buzurg 1336-1356 | Hasan Buzurg 1336-1356 | Hasan Buzurg 1336-1356     | Hasan Buzurg 1336-1356     |                            |                            | Delsad Khatun                     | Delsad Khatun                     | Delsad Khatun                     | Delsad Khatun                     | Delsad Khatun                     | Delsad Khatun                     |  |  |                                      |                                      |                                      |                                      |                                      |                                      |  |  |                      |                      |                      |                      |                      |                      |  |  |  |  |  |  |  |  |  |  |  |  |  |  |  |  |  |  |  |  |  |  |  |  |  |  |
|  |  |                                 |                                 |                                 |                                 |                                 |                                 |                      |                      | Hasan Buzurg 1336-1356 | Hasan Buzurg 1336-1356 | Hasan Buzurg 1336-1356 | Hasan Buzurg 1336-1356 | Hasan Buzurg 1336-1356     | Hasan Buzurg 1336-1356     |                            |                            | Delsad Khatun                     | Delsad Khatun                     | Delsad Khatun                     | Delsad Khatun                     | Delsad Khatun                     | Delsad Khatun                     |  |  |                                      |                                      |                                      |                                      |                                      |                                      |  |  |                      |                      |                      |                      |                      |                      |  |  |  |  |  |  |  |  |  |  |  |  |  |  |  |  |  |  |  |  |  |  |  |  |  |  |
|  |  |                                 |                                 |                                 |                                 |                                 |                                 |                      |                      |                        |                        |                        |                        |                            |                            |                            |                            |                                   |                                   |                                   |                                   |                                   |                                   |  |  |                                      |                                      |                                      |                                      |                                      |                                      |  |  |                      |                      |                      |                      |                      |                      |  |  |  |  |  |  |  |  |  |  |  |  |  |  |  |  |  |  |  |  |  |  |  |  |  |  |
|  |  |                                 |                                 |                                 |                                 |                                 |                                 |                      |                      |                        |                        |                        |                        | Uways I 1356-1374          |                            |                            |                            |                                   |                                   |                                   |                                   |                                   |                                   |  |  |                                      |                                      |                                      |                                      |                                      |                                      |  |  |                      |                      |                      |                      |                      |                      |  |  |  |  |  |  |  |  |  |  |  |  |  |  |  |  |  |  |  |  |  |  |  |  |  |  |
|  |  |                                 |                                 |                                 |                                 |                                 |                                 |                      |                      |                        |                        |                        |                        |                            |                            |                            |                            |                                   |                                   |                                   |                                   |                                   |                                   |  |  |                                      |                                      |                                      |                                      |                                      |                                      |  |  |                      |                      |                      |                      |                      |                      |  |  |  |  |  |  |  |  |  |  |  |  |  |  |  |  |  |  |  |  |  |  |  |  |  |  |
|  |  |                                 |                                 |                                 |                                 |                                 |                                 |                      |                      |                        |                        |                        |                        |                            |                            |                            |                            |                                   |                                   |                                   |                                   |                                   |                                   |  |  |                                      |                                      |                                      |                                      |                                      |                                      |  |  |                      |                      |                      |                      |                      |                      |  |  |  |  |  |  |  |  |  |  |  |  |  |  |  |  |  |  |  |  |  |  |  |  |  |  |
|  |  |                                 |                                 |                                 |                                 | Ali Shah                        | Ali Shah                        | Ali Shah             | Ali Shah             | Ali Shah               | Ali Shah               |                        |                        | Husayn ibn Uways 1374-1382 | Husayn ibn Uways 1374-1382 | Husayn ibn Uways 1374-1382 | Husayn ibn Uways 1374-1382 | Husayn ibn Uways 1374-1382        | Husayn ibn Uways 1374-1382        |                                   |                                   |                                   |                                   |  |  | Ahmad ibn Uways 1383-1410            | Ahmad ibn Uways 1383-1410            | Ahmad ibn Uways 1383-1410            | Ahmad ibn Uways 1383-1410            | Ahmad ibn Uways 1383-1410            | Ahmad ibn Uways 1383-1410            |  |  | Hasan ibn Uways 1374 | Hasan ibn Uways 1374 | Hasan ibn Uways 1374 | Hasan ibn Uways 1374 | Hasan ibn Uways 1374 | Hasan ibn Uways 1374 |  |  |  |  |  |  |  |  |  |  |  |  |  |  |  |  |  |  |  |  |  |  |  |  |  |  |
|  |  |                                 |                                 |                                 |                                 | Ali Shah                        | Ali Shah                        | Ali Shah             | Ali Shah             | Ali Shah               | Ali Shah               |                        |                        | Husayn ibn Uways 1374-1382 | Husayn ibn Uways 1374-1382 | Husayn ibn Uways 1374-1382 | Husayn ibn Uways 1374-1382 | Husayn ibn Uways 1374-1382        | Husayn ibn Uways 1374-1382        |                                   |                                   |                                   |                                   |  |  | Ahmad ibn Uways 1383-1410            | Ahmad ibn Uways 1383-1410            | Ahmad ibn Uways 1383-1410            | Ahmad ibn Uways 1383-1410            | Ahmad ibn Uways 1383-1410            | Ahmad ibn Uways 1383-1410            |  |  | Hasan ibn Uways 1374 | Hasan ibn Uways 1374 | Hasan ibn Uways 1374 | Hasan ibn Uways 1374 | Hasan ibn Uways 1374 | Hasan ibn Uways 1374 |  |  |  |  |  |  |  |  |  |  |  |  |  |  |  |  |  |  |  |  |  |  |  |  |  |  |
|  |  |                                 |                                 |                                 |                                 | Shah Walad 1410-1411            | Shah Walad 1410-1411            | Shah Walad 1410-1411 | Shah Walad 1410-1411 | Shah Walad 1410-1411   | Shah Walad 1410-1411   |                        |                        | Tandura Khatun             | Tandura Khatun             | Tandura Khatun             | Tandura Khatun             | Tandura Khatun                    | Tandura Khatun                    |                                   |                                   |                                   |                                   |  |  | Ala al-Dawla ibn Ahmad               | Ala al-Dawla ibn Ahmad               | Ala al-Dawla ibn Ahmad               | Ala al-Dawla ibn Ahmad               | Ala al-Dawla ibn Ahmad               | Ala al-Dawla ibn Ahmad               |  |  |                      |                      |                      |                      |                      |                      |  |  |  |  |  |  |  |  |  |  |  |  |  |  |  |  |  |  |  |  |  |  |  |  |  |  |
|  |  |                                 |                                 |                                 |                                 | Shah Walad 1410-1411            | Shah Walad 1410-1411            | Shah Walad 1410-1411 | Shah Walad 1410-1411 | Shah Walad 1410-1411   | Shah Walad 1410-1411   |                        |                        | Tandura Khatun             | Tandura Khatun             | Tandura Khatun             | Tandura Khatun             | Tandura Khatun                    | Tandura Khatun                    |                                   |                                   |                                   |                                   |  |  | Ala al-Dawla ibn Ahmad               | Ala al-Dawla ibn Ahmad               | Ala al-Dawla ibn Ahmad               | Ala al-Dawla ibn Ahmad               | Ala al-Dawla ibn Ahmad               | Ala al-Dawla ibn Ahmad               |  |  |                      |                      |                      |                      |                      |                      |  |  |  |  |  |  |  |  |  |  |  |  |  |  |  |  |  |  |  |  |  |  |  |  |  |  |
|  |  |                                 |                                 |                                 |                                 |                                 |                                 |                      |                      |                        |                        |                        |                        |                            |                            |                            |                            |                                   |                                   |                                   |                                   |                                   |                                   |  |  |                                      |                                      |                                      |                                      |                                      |                                      |  |  |                      |                      |                      |                      |                      |                      |  |  |  |  |  |  |  |  |  |  |  |  |  |  |  |  |  |  |  |  |  |  |  |  |  |  |
|  |  |                                 |                                 |                                 |                                 |                                 |                                 |                      |                      |                        |                        |                        |                        |                            |                            |                            |                            |                                   |                                   |                                   |                                   |                                   |                                   |  |  |                                      |                                      |                                      |                                      |                                      |                                      |  |  |                      |                      |                      |                      |                      |                      |  |  |  |  |  |  |  |  |  |  |  |  |  |  |  |  |  |  |  |  |  |  |  |  |  |  |
|  |  | Mahmud ibn Shah Walad 1411-1415 | Mahmud ibn Shah Walad 1411-1415 | Mahmud ibn Shah Walad 1411-1415 | Mahmud ibn Shah Walad 1411-1415 | Mahmud ibn Shah Walad 1411-1415 | Mahmud ibn Shah Walad 1411-1415 |                      |                      | Uways II 1415-1421     | Uways II 1415-1421     | Uways II 1415-1421     | Uways II 1415-1421     | Uways II 1415-1421         | Uways II 1415-1421         |                            |                            | Muhammad ibn Shah Walad 1421-1422 | Muhammad ibn Shah Walad 1421-1422 | Muhammad ibn Shah Walad 1421-1422 | Muhammad ibn Shah Walad 1421-1422 | Muhammad ibn Shah Walad 1421-1422 | Muhammad ibn Shah Walad 1421-1422 |  |  | Husayn II ibn Ala al-Dawla 1424-1432 | Husayn II ibn Ala al-Dawla 1424-1432 | Husayn II ibn Ala al-Dawla 1424-1432 | Husayn II ibn Ala al-Dawla 1424-1432 | Husayn II ibn Ala al-Dawla 1424-1432 | Husayn II ibn Ala al-Dawla 1424-1432 |  |  |                      |                      |                      |                      |                      |                      |  |  |  |  |  |  |  |  |  |  |  |  |  |  |  |  |  |  |  |  |  |  |  |  |  |  |